# Swiss Racing Academy
Tudor Pro Cycling é uma equipa profissional independente de desenvolvimento de ciclismo de estrada que participa na UCI Europe Tour. A equipe registou uma licença da UCI Continental para a temporada de 2019. 

## Elenco
| Integrantes da equipe 2019 | Integrantes da equipe 2019 | Integrantes da equipe 2019 | Integrantes da equipe 2019 |
| Ciclista                   | Data de nascimento         | Equipe anterior            |                            |
| -------------------------- | -------------------------- | -------------------------- | -------------------------- |
|                            |                            |                            |                            |
| Fonte: ProCyclingStats     |                            |                            |                            |

## Campeonatos Nacionais
2019
Campeonato da Suíça de Contrarrelógio U23, Stefan Bissegger